# Petra Špindlerová
Petra Špindlerová (* 18. srpna 1972 Nové Město na Moravě) je česká herečka.
Vystudovala střední školu a kromě herectví se věnovala i modelingu. Hrála v mnoha divadelních inscenacích, např. Postel plná cizinců, Kennedyho děti aj. V televizi byla známá zejména rolí Hany Zikové v seriálu Rodinná pouta. Hrála také v seriálu Ordinace v růžové zahradě 2. Kromě své profese miluje Petra Špindlerová rychlou jízdu autem, cestování a indickou kulturu. Má syna Kryštofa a dceru Kristýnu.